# Palac
Palac je jedan od pet prstiju na ruci ili nozi sisavaca (za živa bića koja nisu sisavci, npr. kokoši a imaju pet prstiju, imena njihovih prsta ne razlikujemo). Sastoji se od tri kosti. Kosti palaca pokreću mišići tj. tetive. Kroz palac prolaze dva živca. Od njih jedan nam služi za osjet, a drugi za pokretanje palca. Ti živci u palcu prolaze sa strane. Palac je važan prst na ruci jer se s njim čovjek najviše koristi.